# Słodka miłość
Słodka miłość (Dulce amor) – argentyńska telenowela wyprodukowana w latach 2012-2013.

## Wersja polska
W Polsce telenowela była emitowana w TV Puls od 25 listopada 2016.
Emisja ostatniego 120. odcinka odbyła się 19 maja 2017 w Playpuls.pl.
Od 18 marca 2019 stacja TV Puls ponowie wyemitowała telenowele o godzinie 6.00.

## Obsada
- Sebastián Estevanez jako Marcos Guerrero Fontana
- Juan Darthés jako Julián Giménez
- Carina Zampini jako Victoria Bandi Ferri / Fernández
- Segundo Cernadas jako Pedro Lorenzo Amador
- Laura Novoa jako Gabriela Ahumada.
- Georgina Barbarossa jako Isabel Fontana de Guerrero
- Arturo Bonín jako José "Pepe" Fernández
- María Valenzuela jako Elena Ferri de Bandi
- Calu Rivero jako Natacha Bandi Ferri
- Mercedes Oviedo jako Noelia Fernández
- Sol Estevanez jako Ángeles "Angie" Green
- Graciela Pal jako Rosa Pedroso
- Rocío Igarzábal jako Brenda Bandi Ferri
- Nicolás Riera jako Lucas Pedroso González
- Jorge Sassi jako Emilio Mejía
- Hernán Estevanez jako Daniel "Terco" Rodríguez
- Diego Armel jako Rosendo Álvarez
- Fabio Di Tomaso jako Leonardo "Leo" Espósito
- Florencia Ortiz jako Gisela Martínez
- María Fernanda Callejón jako Alejandra González
- Gerardo Romano jako Francisco José Montalbán
- Christian Sancho jako Santiago Barrios
- Micaela Vázquez jako Florencia "Flor" Guerrero Fontana
- Esteban Prol jako Alcides "Máquina" Castro
- Franco Pucci jako Mariano "Nano" Giménez Ahumada
- Santiago Ramundo jako Ciro Montero / Montalbán
- Gabriela Sari jako Coni / Carola

## Adaptacje
- El amor lo manejo yo – chilijska telenowela z 2014 roku.
- Hasta el fin del mundo – meksykańska telenowela emitowana w latach 2014-2015.
- Dulce amor – kolumbijska telenowela emitowana w latach 2015-2016.